# Ball Ground
Ball Ground város az USA Georgia államában, Cherokee megyében. Lakosainak száma 2560 fő (2020. április 1.).

## Népesség
A település népességének változása:

| 2010 | 1 433 |
| 2020 | 2 560 |